# 익스프레스VPN
익스프레스VPN (ExpressVPN)은 영국령 버진아일랜드에 등록된 회사인 Express VPN 인터내셔널에서 제공하는 가상사설망(VPN) 서비스이다. 이 소프트웨어는 사용자의 웹 트래픽을 암호화하고 IP 주소를 마스킹하는 개인 정보 보호 및 보안 도구로 판매되고 있다.
2021년 9월 13일, 이스라엘 기업 Kape Technologies PLC가 약 1조1,200억원에 인수했다.

## 역사
ExpressVPN의 모회사인 Express VPN 인터내셔널은 2009년 와튼 스쿨 동문인 두 연쇄창업가, 피터 부르차르트와 댄 포메란츠가 설립하였다. 이 모회사는 ExpressVPN라는 이름으로 사업을 운영한다.
2019년 12월, ExpressVPN은 소비자의 온라인 안전을 위한 옹호 단체인 VPN Trust Initiative의 창립 멤버가 되었다.
2020년 5월, ExpressVPN을 위해 개발한 Lightway라는 새로운 프로토콜을 출시했다. Lightway는 연결 속도를 개선하고 전력 소비를 줄이도록 설계되었다. 지난 10월, Yale Privacy Lab의 설립자인 션 오브라이언이 개인 정보 보호 및 사이버 보안 분야에서 독창적인 연구를 수행하기 위해 ExpressVPN Digital Security Lab에 합류했다.
2021년 9월 13일, ExpressVPN은 다른 VPN 서비스인  Private Internet Access, CyberGhost, ZenMate를 운영하는 LSE 상장 디지털 프라이버시 및 보안 회사인 Kape Technologies에 인수되었다고 보도되었다. 인수 당시 ExpressVPN은 3백만 명 이상의 사용자를 보유하고 있는 것으로 알려져 있다. ExpressVPN announced in September 2021 that they would remain a separate service from existing Kape brands. ExpressVPN은 2021년 9월 기존 Kape 브랜드와 분리된 서비스를 유지하겠다고 발표했다.

### 아랍에미리트 스파이 스캔들
미 법무부에 따르면 ExpressVPN의 최고 정보 책임자인 다니엘 게릭은 전 세계적인 대규모 사이버 게임 캠페인을 조직하는 것을 돕기 위해 아랍에미리트 정부에 해커로 고용되었다. 게릭은 범죄 혐의로 기소되지 않았고 대신 고용주에게 다시는 “컴퓨터 네트워크를 사용”하지 않으며 33만 5000달러의 벌금을 지불하기로 합의했다. ExpressVPN은 블로그 게시물에서 “당시 우리는 오늘날 다니엘의 열망과 사용자들의 개인 정보를 보호하고 보안을 지키고자 하는 우리의 임무에 기여할 수 있는 그의 능력에 대해 확신을 갖고 있었다”고 밝혔다.

## 기능
ExpressVPN은 윈도우, macOS, iOS, 안드로이드, Linux, 라우터용 앱을 출시했다. 이 앱들은 4096-비트 CA, AES-256-CBC 암호화, TLSv1.2를 사용하여 사용자 트래픽을 보호한다. 이용 가능한 VPN 프로토콜에는 Lightway, OpenVPN(TCP/UDP 지원), SSTP, L2TP/IPSec, PPTP가 있다.
ExpressVPN이 제공하는 소프트웨어에는 VPN을 지원하지 않는 기기에 VPN 기능을 추가할 수 있는 MediaStreamer라는 스마트 DNS 기능, 그리고 라우터에 VPN을 설정하여 게이밍 콘솔과 같은 미지원 기기를 우회할 수 있도록 해주는 라우터 앱 또한 포함된다.
ExpressVPN은 데이터 보존법이 없는 프라이버시 친화적인 지역인 영국령 버진아일랜드에 통합되어 있으며, 영국과 분리된 법적 관할 구역이다.
ExpressVPN의 모회사는 유출 테스트 도구도 개발하고 있으며, 이 도구를 통해 사용자는 VPN에 연결되어 있는 동안 (예를 들어, 무선에서 유선 인터넷 연결로 전환할 경우) VPN 제공 업체가 네트워크 트래픽, DNS, 또는 실제 IP 주소를 유출하는지 여부를 판단할 수 있다.

## 서비스
2021년 8월 기준, ExpressVPN이 보유한 3,000개의 서버 네트워크는 94개 국가의 160개 VPN 서버 위치에 분포되어 있다. 2019년 4월, ExpressVPN은 모든 VPN 서버가 하드 드라이브가 아닌 휘발성 메모리(RAM)에서만 실행된다고 발표했다. 이는 이러한 서버 보안 설정이 VPN 업계에서 처음으로 사용된 사례로 TrustedServer라고 불렸다.

## Lightway 프로토콜
Lightway는 ExpressVPN의 오픈소스 VPN 프로토콜이다. WireGuard 프로토콜과 비슷하지만 라우터, 스마트폰과 같은 임베디드 기기에서 속도를 향상시키기 위해 wolfSSL 암호화를 사용한다. 운영체제의 커널에서 실행되지 않으나 감사를 지원하기 위해 가볍다. OpenVPN보다 두 배 더 빠른 것으로 알려져 있으며 TCP와 UDP를 지원한다.